# سلونته
شهر سلونته (به رومانیایی: Salonta) در شهرستان بیهور در کشور رومانی واقع شده‌است. جمعیت این شهر ۲۰٬۰۰۶ نفر است.

## نگارخانه

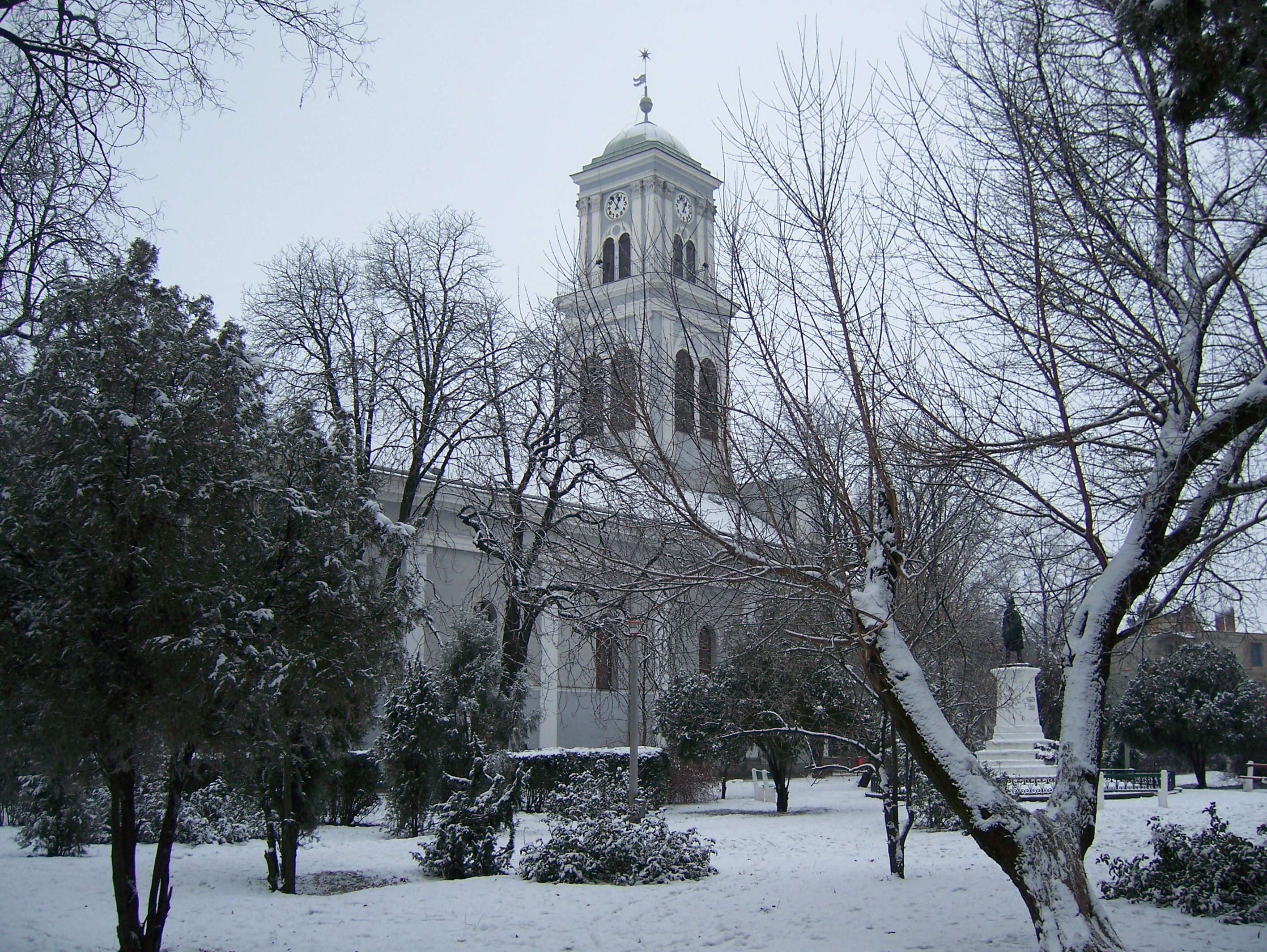
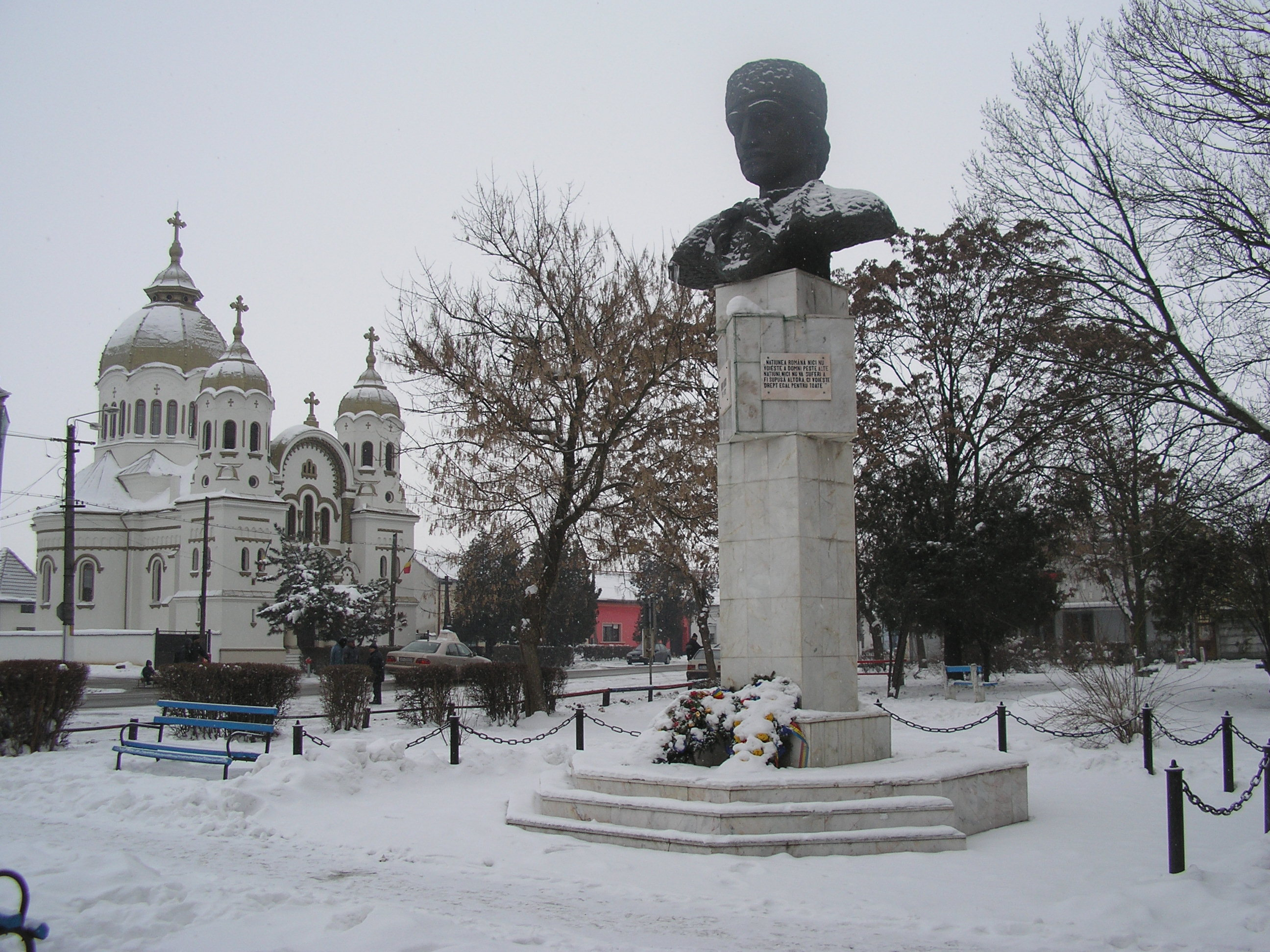
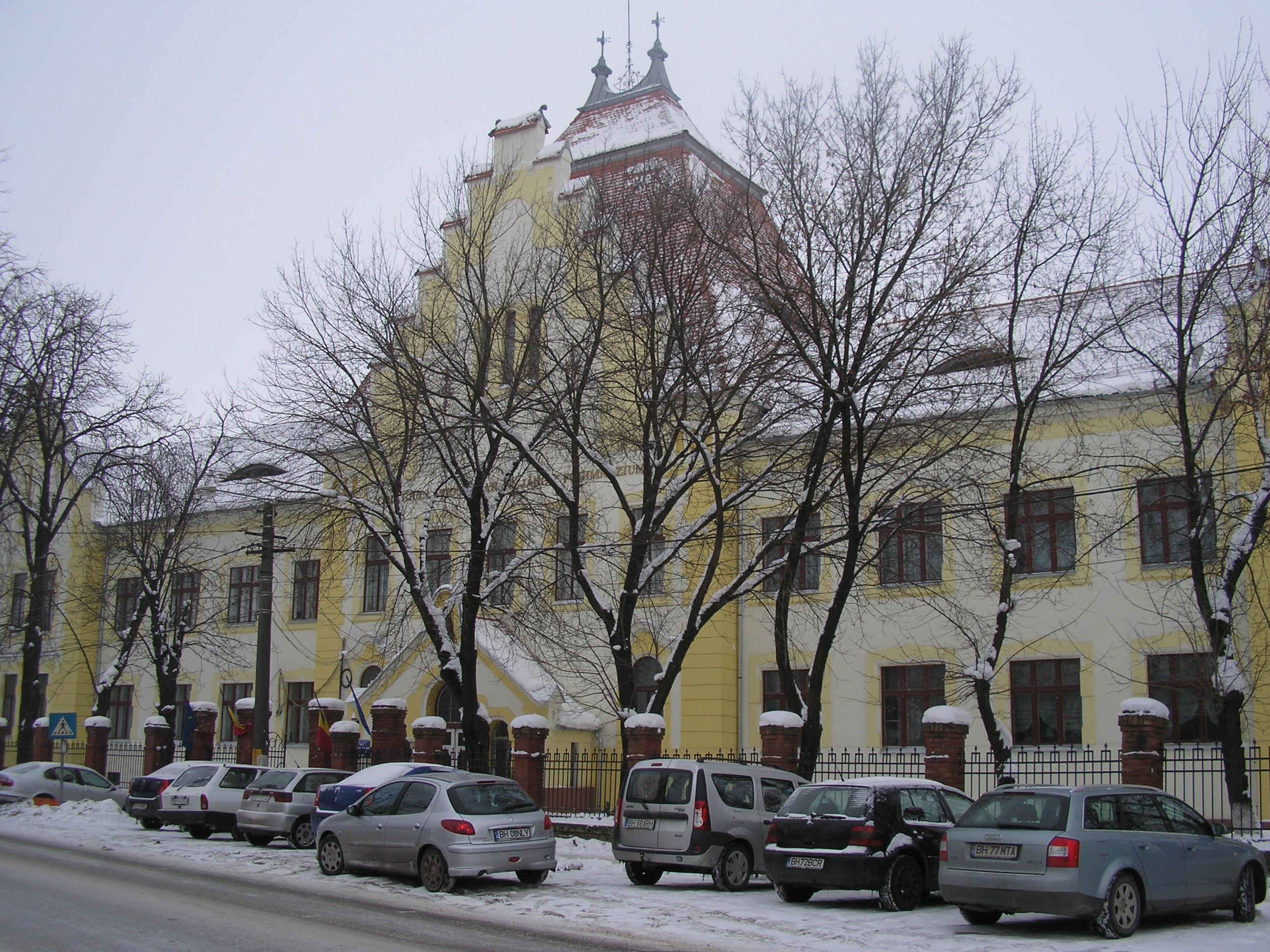
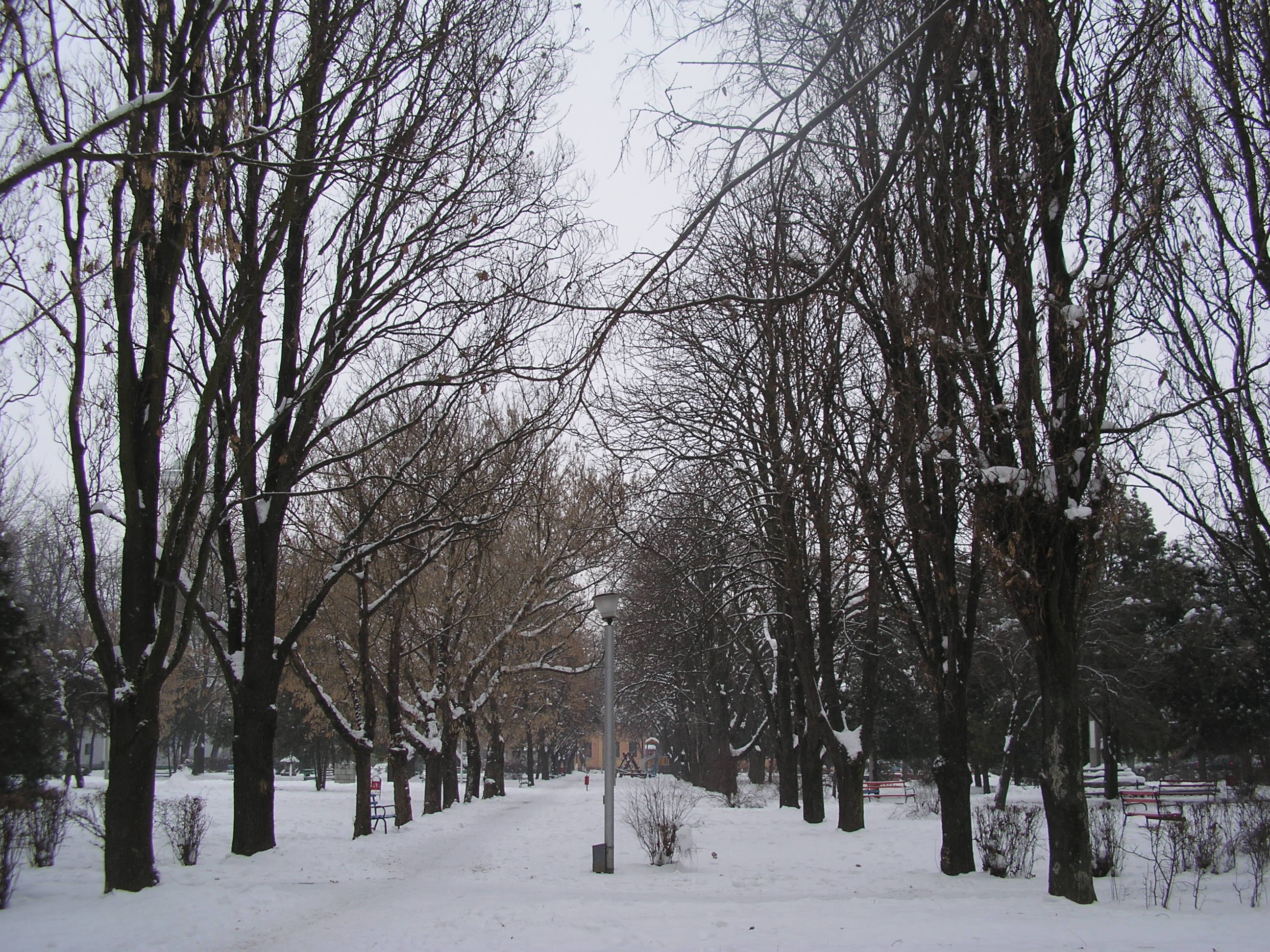
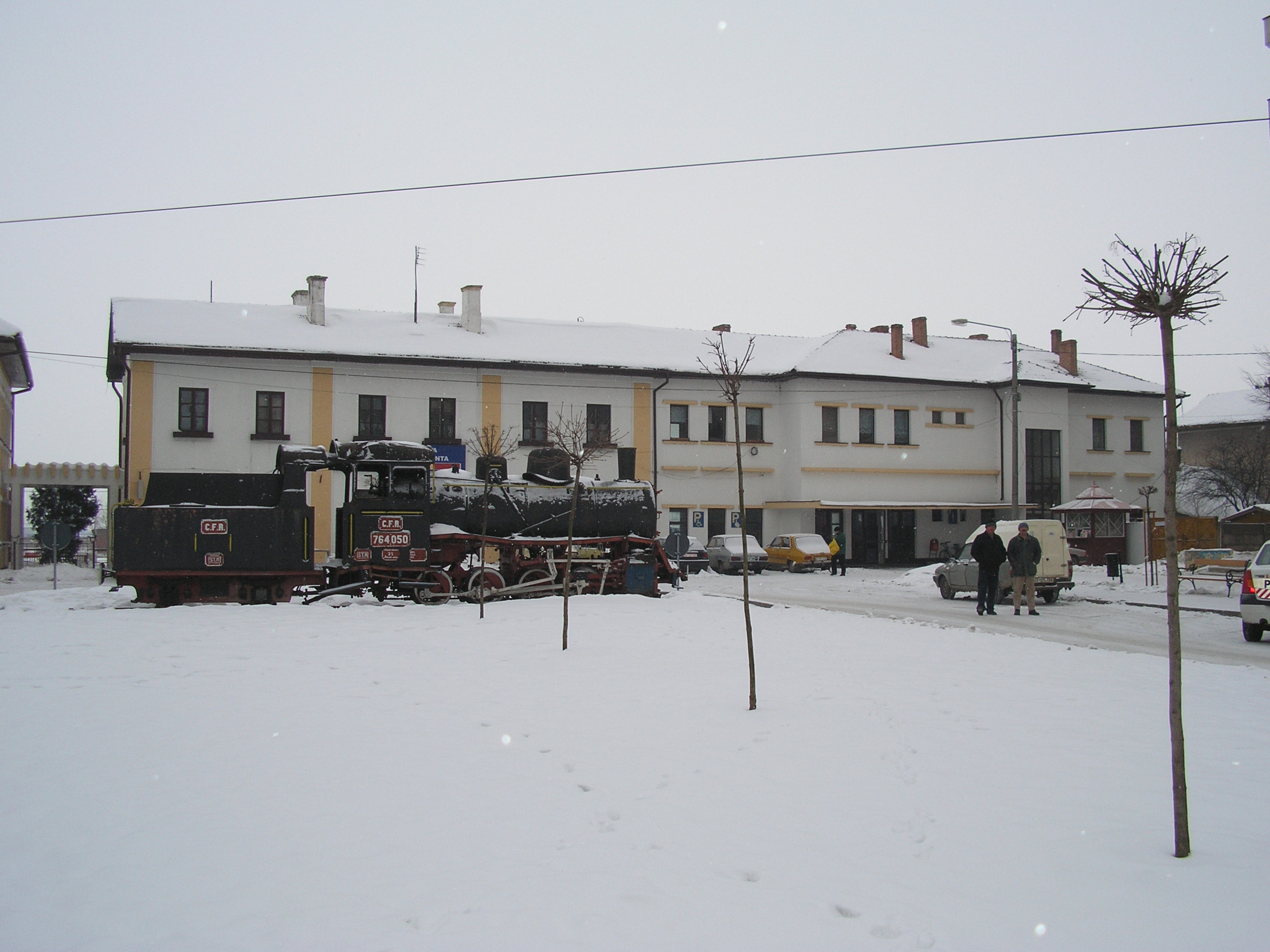
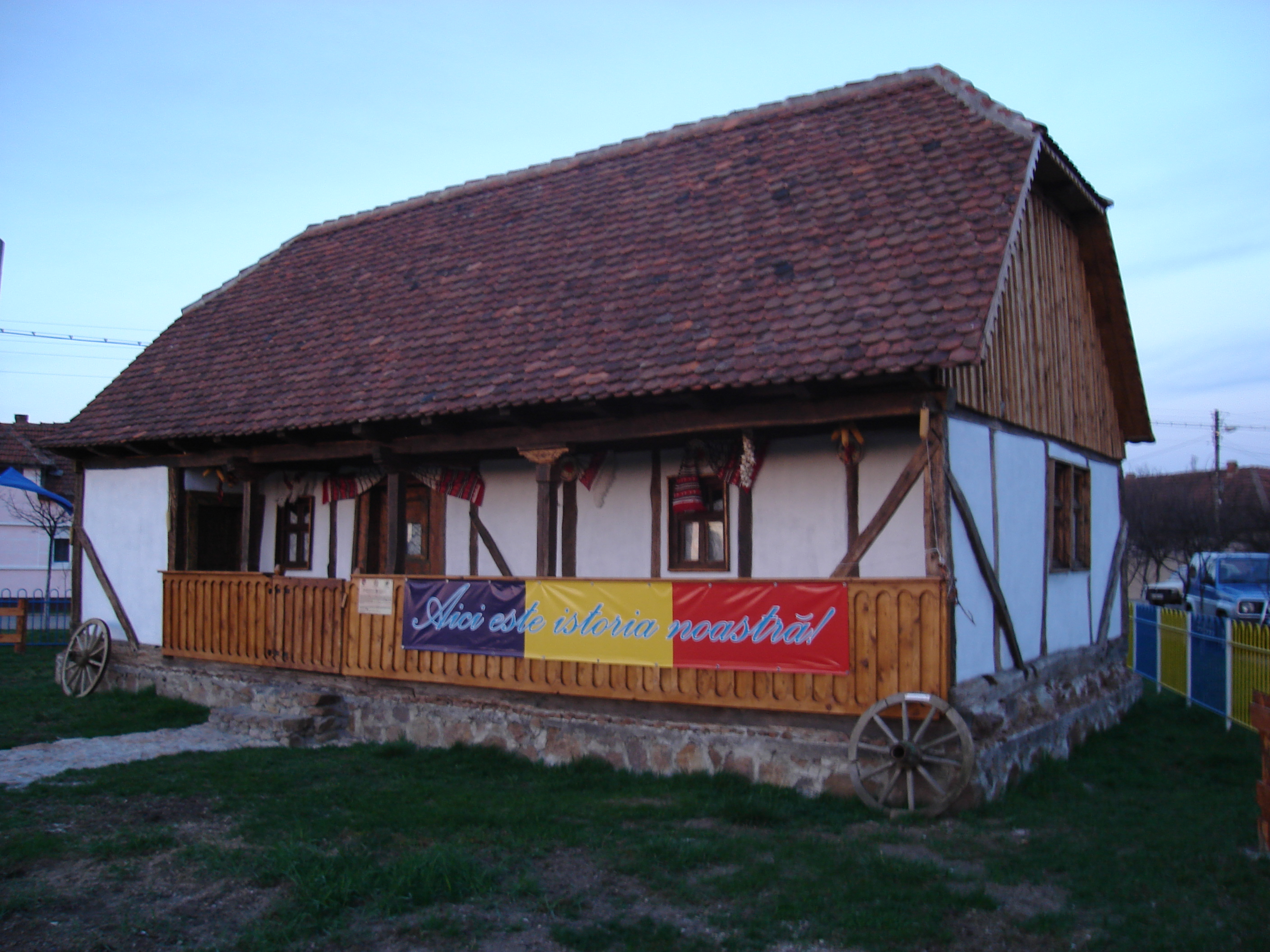
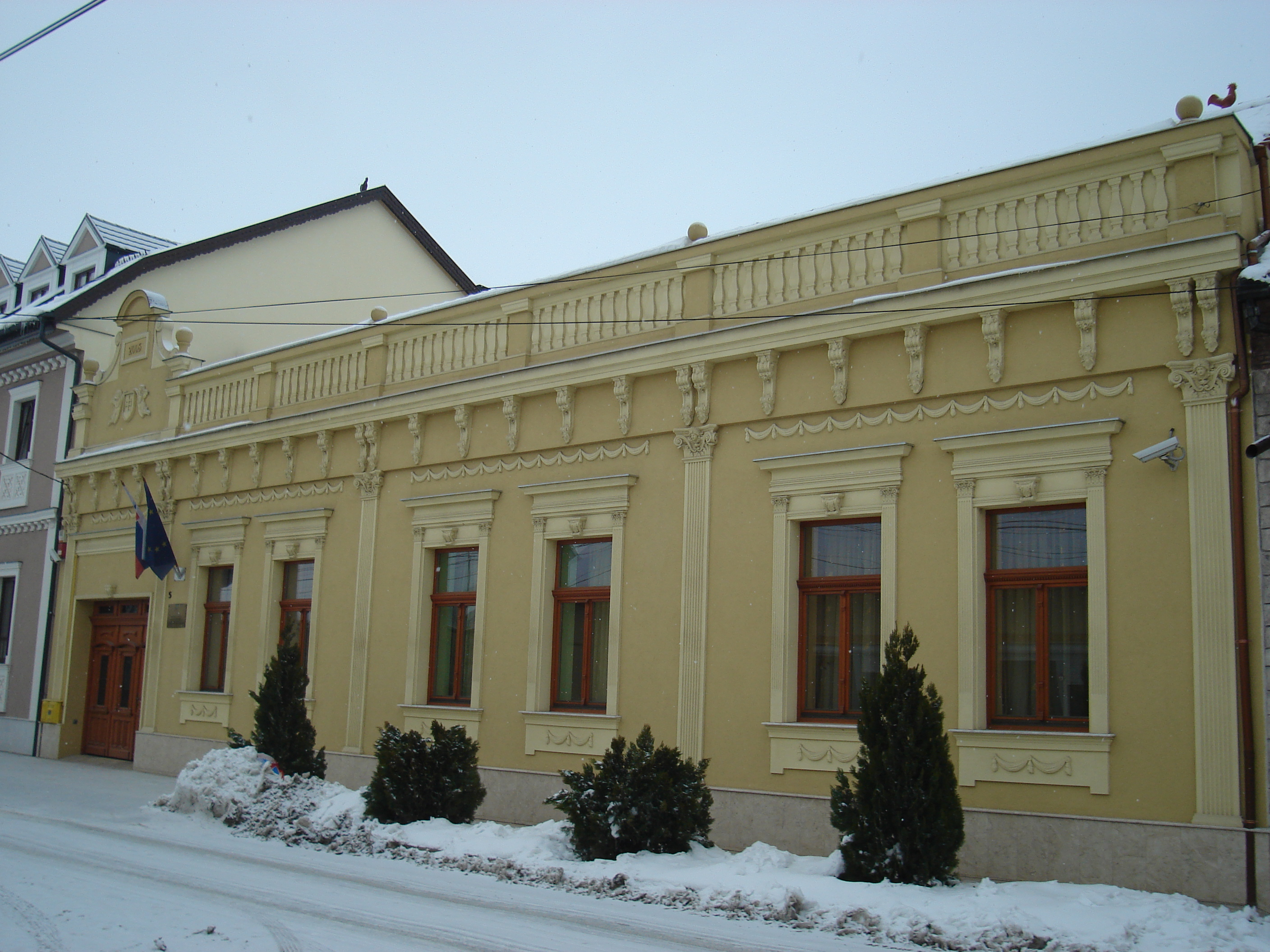